# Perityleae
Perityleae B.G.Baldwin, 2002 è una tribù di piante spermatofite dicotiledoni appartenenti alla famiglia Asteraceae (sottofamiglia Asteroideae).

## Etimologia
Il nome di questa tribù deriva da uno dei suoi generi (Perityle  Benth., 1844 ), ed è formato da due parole greche: "peri" (= intorno) e "tyle" (= un callo) e si riferisce ai margini callosi dei frutti acheni delle specie di questo gruppo.

Il nome scientifico è stato definito per la prima volta dal botanico contemporaneo Bruce Gregg Baldwin  (1957-) nella pubblicazione "Systematic Botany; Quarterly Journal of the American Society of Plant Taxonomists - 27(1): 192 (-193). 2002" del 2002.

## Descrizione
Le specie di questa tribù hanno un habitus erbaceo (annuale o perenne), ma sono soprattutto arbusti rupestri. Le specie erbacee possono essere viscide con tricomi ghiandolosi stipitati o sessili.
Le foglie lungo il caule in genere sono disposte in modo opposto, normalmente sono picciolate, la consistenza talvolta può essere succulenta e la superficie può essere da sparsamente a molto densamente ricoperta di ghiandole. Il contorno della lamina varia da lineare a ovato o cordato, raramente è astato o deltato. Le foglie possono essere triplinervate, talvolta con 5 nervi pettinati oppure con una singola nervatura.
Le infiorescenze sono composte da capolini di tipo discoide o radiato, solitari o raccolti in aperte cime corimbose o panicoliformi. I capolini sono formati da un involucro a forma da cilindrica a campanulata o emisferica (raramente a forma ovoide), composto da diverse squame (o brattee) disposte su 1 o 2 serie, al cui interno un ricettacolo fa da base ai fiori di due tipi: quelli esterni ligulati del raggio e quelli più interni tubulosi del disco. Il ricettacolo è da piatto a debolmente convesso, e normalmente è privo di pagliette.
Formula fiorale: per queste piante viene indicata la seguente formula fiorale:
* K 0/5, C (5), A (5), G (2), infero, achenio
I fiori sono tetraciclici (a cinque verticilli: calice – corolla – androceo – gineceo) e in genere pentameri (ogni verticillo ha 5 elementi). I fiori del raggio (ligulati) sono femminili e fertili. I fiori del disco (tubulosi) sono ermafroditi, e fertili, oppure funzionalmente maschili. Le corolle sono a 4 o 5 lobi terminali, e possono essere ricoperte da tricomi ghiandolosi stipitati o sessili, i lobi possono essere debolmente papillosi nella parte adassiale. Il calice è ridotto ad una coroncina di squame.
L'androceo è formato da 5 stami con filamenti liberi e antere saldate in un manicotto circondante lo stilo. Le antere sono prive di sperone e di coda, normalmente sono colorate di giallo o bianco con appendici per lo più ovate e prive di ghiandole. L'endotecio è provvisto di 1 - 3 collegamenti polari.
Il gineceo ha un ovario uniloculare infero formato da due carpelli.. Lo stilo è unico e con due stigmi nella parte apicale. Gli stigmi sono provvisti di due superfici stigmatiche che raramente si fondono agli apici; gli apici sono da affusolati a acuti o rotondi.
I frutti sono degli acheni con pappo. La forma è varia, da cilindrica a biconvessa o obpiramidale con 2 - 4 angoli, può essere compressa o raramente obcompressa. La superficie è per lo più nera con pareti carbonizzate, senza striature longitudinali, talvolta sono presenti dei margini di sughero con ciglia. Raramente gli acheni sono dimorfici (con forme diverse a seconda appartengano ai fiori del raggio o del disco). Il pappo generalmente è formato da 2 (raramente 1) setole e una breve coroncina, in pochi casi sono presenti delle setole multiple o squamelle, altrimenti è assente. Talvolta il pappo è formato da una coroncina di scaglie fimbriate, oppure da 4 squamelle e 4 setole.

## Biologia
- Impollinazione: l'impollinazione avviene tramite insetti (impollinazione entomogama).
- Riproduzione: la fecondazione avviene fondamentalmente tramite l'impollinazione dei fiori (vedi sopra).
- Dispersione: i semi cadendo a terra (dopo essere stati trasportati per alcuni metri dal vento per merito del pappo, se presente – disseminazione anemocora) sono successivamente dispersi soprattutto da insetti tipo formiche (disseminazione mirmecoria).

## Distribuzione e habitat
Le specie di questa tribù sono distribuite negli Usa, nel Messico e in America Centrale; alcune specie (Lycapsus) hanno una distribuzione endemica nelle isole di San Felix e Sant'Ambrogio di fronte alle coste settentrionali del Cile. Un paio di specie del genere Perityle sono distribuite tra il Perù e il Cile (zona delle Ande). La maggior parte delle specie hanno il loro habitat nelle sabbie ben drenate dei deserti del Nord America.

## Tassonomia
La famiglia di appartenenza della tribù (Asteraceae o Compositae, nomen conservandum) è la più numerosa del mondo vegetale e comprende oltre 23000 specie distribuite su 1535 generi (22750 specie e 1530 generi secondo altre fonti). La sottofamiglia (Asteroideae) è una delle 12 sottofamiglie nella quale è stata suddivisa la famiglia Asteraceae, mentre Perityleae è una delle 21 tribù della sottofamiglia. La tribù Perityleae a sua volta comprende 3 sottotribù.

### Filogenesi

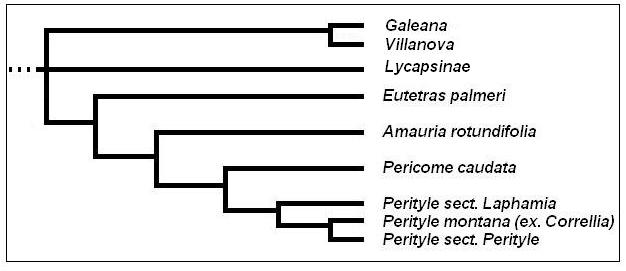
Cladogramma della tribù

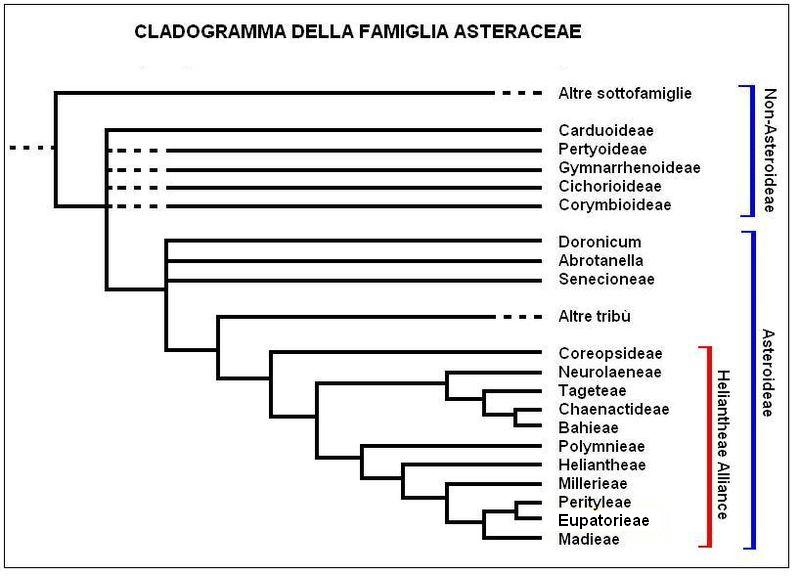
Cladogramma Heliantheae Alliance

I caratteri più rilevanti di questa tribù sono:
- il ricettacolo privo di pagliette a protezione della base dei fiori;
- la corolla tetramera;
- gli acheni compressi con 2 - 4 angoli;
- la parte erbacea della pianta ricoperta densamente da ghiandole;
- l'involucro con una o due serie di ineguali squame di ripo erbaceo.

Con queste caratteristiche tradizionalmente le sue sottotribù venivano descritte separatamente all'interno della tribù Helenieae. Recenti ricerche di tipo molecolare hanno chiarito la posizione filogenetica di questo gruppo e quindi la sua autonomia. La monofilia della tribù è fortemente supportata da studi condotti sul DNA del cloroplasto. Il primo cladogramma (Cladogramma della tribù) mostra la posizione filogenetica di alcune specie e generi della tribù.

All'interno della grande famiglia delle Asteraceae, da un punto di vista filogenetico, la tribù Perityleae fa parte del gruppo Heliantheae Alliance; che a sua volta fa parte della sottofamiglia Asteroideae (una delle due grandi divisioni della famiglia – l'altra è il “supergruppo” Non-Asteroideae contenente il resto delle undici sottofamiglie). Rispetto alle altre tribù della sottofamiglia (Asteroideae), Perityleae è “gruppo fratello” delle tribù Eupatorieae, a sua volta queste due tribù sono “gruppo fratello” della tribù Madieae e quindi del resto della Heliantheae Alliance. Il cladogramma (Cladogramma Heliantheae Alliance) a lato illustra i rapporti filogenetici tra le varie tribù di tale raggruppamento.

Il gruppo “Heliantheae Alliance” si distingue soprattutto per le brattee involucrali disposte su 1 – 3 serie, per le teche delle antere che sono spesso annerite e senza speroni e code, per la presenza di peli sotto la divisione dello stilo, per i rami dello stilo (gli stigmi) s'incurvano a maturità e per le appendici dello stilo che sono solitamente più corte della porzione stigmatica (tranne in Eupatoriaea). Questo gruppo viene anche definito Phytomelanic cipsela clade e forma un clade caratterizzato dalla presenza nella cipsela di uno strato di fitomelanina (acheni anneriti).

Il numero cromosomico delle specie di questa tribù varia da 2n = 18 a 2n = 38.

### Elenco delle sottottribù
La tribù comprende 3 sottotribù, 7 generi e circa 84 specie.

#### Sottotribù Galeaninae
Comprende 2 genere e 11 specie:
- Galeana  La Llave & Lex., 1824  (1 sp.)
- Villanova  Lag., 1816  (10 spp.)

#### Sottotribù Lycapsinae
Comprende 1 genere e 1 specie:
- Lycapsus Phil., 1870  (1 sp.)

#### Sottotribù Peritylinae
Comprende 4 generi e 72 specie:
- Amauria  Benth., 1844  (3 spp.)
- Eutetras  A. Gray, 1879  (2 spp.)
- Pericome  A. Gray, 1853  (2 spp.)
- Perityle  Benth., 1844  (65 spp.)

### Chiave per le sottotribù
Per meglio comprendere ed individuare le varie sottotribù l'elenco seguente utilizza il sistema delle chiavi analitiche:

- Gruppo 1A: la corolla dei fiori del disco è pentamera;

sottotribù Galeaninae.
- Gruppo 1B: la corolla dei fiori del disco è tetramera;

- Gruppo 2A: il ricettacolo è provvisto di pagliette;

sottotribù Lycapsinae.
- Gruppo 2B: il ricettacolo è privo di pagliette;

sottotribù Peritylinae.